# 通信自由化
通信自由化（つうしんじゆうか）とは、国や公共企業体が独占していた電気通信事業を民営化して経営の効率化を図るとともに、市場原理を導入することにより電気通信サービスを高度化することを目的とした政策。

## 概要
1980年代初頭、先進国は第2次オイルショックの影響で景気が後退しており、イギリスや日本では財政緊縮策のひとつとして電気通信事業などの国営事業の民営化が実施された。またヨーロッパでは、欧州諸共同体(EC)による市場統合計画を機に、1980年代から1990年代にかけて電気通信事業を含む国営事業の民営化が実施された。
1995年には世界貿易機関(WTO)が設立され、1998年にはサービス分野を対象としたサービスの貿易に関する一般協定が成立。
これにともない世界的にも電気通信事業の自由化を推進していくことになった。

## 動向

### 日本
1970年代初頭、日本はニクソン・ショックによる円高不況から立ち直りつつあったところに第1次オイルショックが直撃し、高度経済成長が終焉。急速なインフレーションが発生し、公定歩合の引き上げ・企業の設備投資抑制政策などが行われ、景気は悪化していった。そこで政府は赤字国債の発行による財政出動で景気の安定化を試みたため、巨額の財政赤字が発生した。1980年代に入るとオイルショック後の産業構造の変化による財政政策の見直しが行われ、そこで積みあがった財政赤字が問題視され「増税なき財政再建」が要求されるようになった。そこで第二次臨時行政調査会の答申に基づき、行政改革の一環として日本電信電話公社（電電公社）を含む政府直営事業三公社の民営化の方針が決定した。
明治時代に電信による通信サービスが始まって以来、長らく国が電気通信事業を独占していたが、1985年4月の電気通信事業法施行により、通信事業が民間企業に開放された。これにより日本電信電話公社は日本電信電話(NTT)として民営化された。これと同時に「端末の自由化」も行われ、技術基準適合認定を受けた通信機器であれば自由に利用できるようになり、多様なデザイン・機能を持った電話機（コードレス電話・留守番電話・ファクシミリなど）の普及が進んだ。
また1970年頃から大企業を中心にコンピュータの利用が始まり、1972年に行われた「第1次通信回線開放」では「データ通信の自由化」（網開放）として公衆交換電話網（電話回線）をデータ通信に使用することが可能となった。1982年の「第2次通信回線開放」では、データ通信回線と高性能なホストコンピュータをセットにしたデータ処理代行サービス（付加価値通信網）が始まった。また1978年3月には加入電話の滞積（電話加入申請の順番待ち）が解消され、電話の普及が完了したこともあり、高度な通信サービスの需要が高まりつつあった。これらも通信自由化の成立の後押しとなった。
通信自由化の結果、新規参入事業者によりポケットベルや携帯電話・パソコン通信・インターネット・衛星放送などの新たな通信サービスが展開され、料金の低価格化も進んだ。2013年時点での電気通信事業の市場規模は、通信事業者の売上高は1985年と比べ約4倍の22兆4,870億円に、IT産業全体の売り上げも約2.4倍の約98兆円に拡大した

#### 主な新規参入事業者

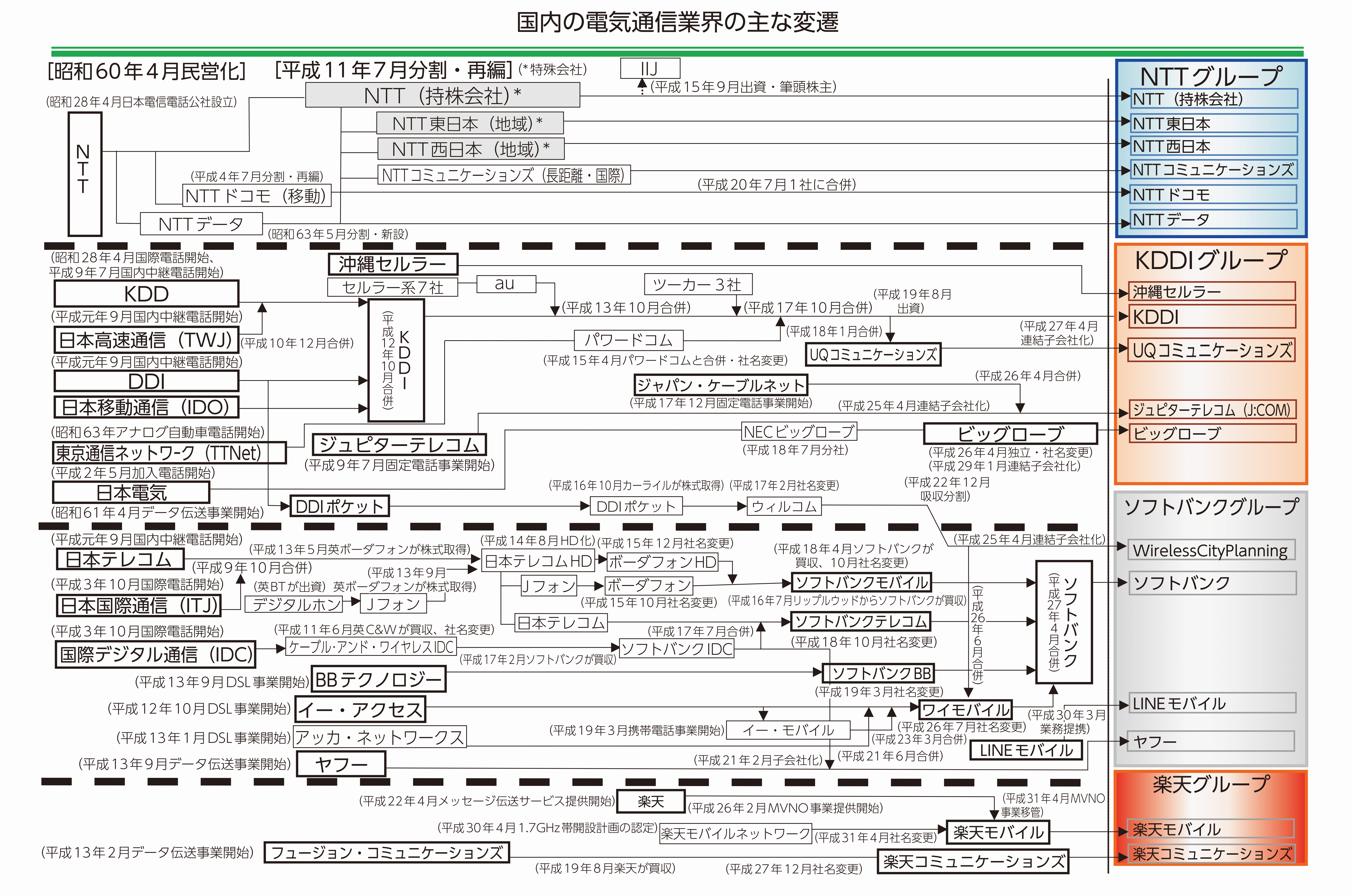
日本国内の電気通信業界の主な変遷（2019年4月現在）

1986年から1995年にかけて新規参入した、第一種電気通信事業者。
国内通信 長距離系（1986年∼）
- 第二電電（現 KDDI）
- 日本テレコム（現 ソフトバンク）
- 日本高速通信（現 KDDI）

狭義の新電電は上記3社を指す表現であった。
国内通信 地域系（1986年∼）
- 電力系通信事業者（10社）
- エルシーブイ
- 近鉄ケーブルネットワーク

広義の新電電は、狭義の新電電に加え、国内地域系固定通信事業者も含む表現であった。
国際通信（1989年∼）
- 日本国際通信（現 ソフトバンク）
- 国際デジタル通信（現 IDCフロンティア　国際通信事業は日本テレコム（現 ソフトバンク）が継承）

衛星通信（1989年∼）
- 日本通信衛星（現 JSAT）
- 宇宙通信（現 スカパーJSAT）
- サテライトジャパン（現 JSAT）

自動車電話（現 携帯電話　1988年∼）
- 日本移動通信（現 KDDI）
- セルラー電話グループ（現 KDDI）
- ツーカーグループ（現 KDDI）
- デジタルホングループ（現 ソフトバンク）
- デジタルツーカーグループ（現 ソフトバンク）
- NTT移動通信網グループ（現 NTTドコモ）

コンビニエンスラジオホン（1988年∼1997年）
- 十勝テレホンネットワーク（現 KDDI）
- テレコム青森（現 NTTドコモ）
- 釧路テレコム（現 NTTドコモ）
- 山口ニューメディアセンター（現 NTTドコモ）
- テレコム八戸（現 KDDI）
- 長岡移動電話システム（現 NTTドコモ）
- テレネット遠州（現 KDDI）

PHS（1995年∼）
- アステルグループ
- DDIポケットグループ（現 ソフトバンク）
- NTTパーソナルグループ（現 NTTドコモ）

港湾無線電話（マリネットホン　1988年∼1998年）
- 東京湾マリネット（現 KDDI）
- 関西マリネット（現 KDDI）
- 瀬戸内マリネット（現 KDDI）

航空無線電話（1993年∼）
- アビコムジャパン
- 関西国際空港情報通信ネットワーク

テレターミナル（1989年∼1999年）
- 日本シティメディア（現 NTTドコモ）
- 関西シティメディア

ポケットベル
- テレメッセージグループ

### アメリカ
アメリカは、先進国の中で電気通信事業が国営化されたことがない、唯一の国である。
しかし電話の発明者であるグラハム・ベルが興したベル電話会社(Bell Telephone Company)を前身に持つ、AT&T(American Telephone & Telegraph Company)が、電話の特許を盾に非常に高いシェアを持っており、事実上全米を独占していた。これを問題視した司法省は、AT&Tに対して3度にわたって反トラスト訴訟を起こした。和解により、1984年1月には長距離電話部門・ベル研究所・ウェスタン・エレクトリックだけをAT&Tに残し、地域通信部門は地域ベル電話会社（通称 Baby Bells）として8社に分割し、資本も独立させることにした。
これらにより電気通信市場の自由競争が活性化されて通信料金の低廉化が進んだり、長距離通信事業者・ケーブルテレビ事業者・ソフト事業者等が相互連携するなどの試みが盛んに行われたが、1996年に改正された電気通信法で市内・長距離・ケーブルテレビなどの事業領域の制限が撤廃され、競争が激化。これによって淘汰が進み、AT&T自身もSBC Communications（地域ベル電話会社のSouthwestern Bellが前身　AT&Tを吸収合併した後、AT&Tに商号変更）に吸収された。これにより2018年時点でのアメリカの固定通信業界は、AT&Tとベライゾン・コミュニケーションズ（地域ベル電話会社のBell Atlantic Corporationが前身）の2社に集約されつつある。 また携帯電話市場においては、前述の2社にT-Mobile US（ドイツテレコム系）を加えた、3大キャリア体制となっている。
インターネットに関しては、世界初の商用ISPであるUUNETにルーツを持つワールドコムを始め、他にレベル3コミュニケーションズ（現・CenturyLink）、ベリオ（現・NTTアメリカ）などといった新興企業が一時勢力を広げたが、ワールドコムの経営破綻（その後MCIを経て現在はベライゾンの一部）に代表される、いわゆるインターネット・バブルの崩壊を経て、多くが既存の通信企業に買収されている。
アメリカではケーブルテレビ事業者が積極的に通信事業に参入しているのも特徴で、コムキャスト/チャーター・コミュニケーションズ/タイム・ワーナー・ケーブルといったMSO（Multiple System Operator）がケーブル網を利用したインターネット接続や電話サービスなどを提供しており、前述したAT&T・ベライゾンらのライバルとなっている。

### ヨーロッパ
ヨーロッパでは電信の普及に伴い、事業者・通信方式が乱立し、国や事業者をまたいだ電信サービスが困難になってしまった。そこで1865年5月に万国電信連合（現 国際電気通信連合）が結成された。また規格統一と通信インフラの重要性を鑑み、19世紀末から20世紀初頭にかけて各国は電信事業を国有化し、電信網の整備を進めていった。電話が発明されて普及が始まると、電話も同様の理由で国有化された。しかし1980年代に入ると、ヨーロッパ諸国は2度にわたるオイルショックの影響で景気が後退しており、各国は財政赤字の立て直しが求められていた。また電話事業が国営であることにより経営が非効率化し、電話料金が高止まりする・通話品質が低下するなど、事業独占の弊害も高まっていた。そこで欧州諸共同体(EC)による市場統合が始まったことを機に、すでに自由化が完了していたイギリスを除き、通信自由化が段階的に進められることになった。まず1987年6月に欧州委員会の「電気通信サービス及び機器の共同市場の発展に関するグリーン・ペーパー」によって、基本サービス（電話など）以外のサービスの自由化が提案され、各国で基本サービス以外の自由化が進められていった。1993年4月の「電気通信サービス部門における状況見直しの諮問結果に関するコミュニケーション」で基本サービスにおいても自由化することが提案され、7月に行われた電気通信閣僚理事会で、1998年1月までに基本サービスを自由化することを決定。1998年1月にはほとんどの国が通信自由化を完了し、猶予を求めた一部の国も2000年代には通信自由化を完了した。

#### イギリス
イギリスにおいては、1912年に電話の国営化がなされ、1950年の郵便事業・電気通信事業の一元化を経て、1969年にはブリティッシュ・テレコム（郵便電気通信公社）に公社化された。しかし1960年代に行われた産業国有化政策の失敗と、オイルショックの影響で経済の立て直しが必要となり、1980年代には国有企業の民営化が積極的に行われた。1981年にはMercury Communicationsが、政府系のケーブル・アンド・ワイヤレス, バークレイズ, British Petroleumの3社の合弁で設立され、翌年に市場化テストとして電気通信事業への参入が許可された。そして1984年8月にはブリティッシュ・テレコムが民営化され（現在のBTグループ）、これ以降段階的に電気通信事業が民間に開放されていった。また1985年1月に新規参入したボーダフォンは、1992年から海外展開を始め、携帯電話事業では世界26か国、固定電話事業では17か国で通信事業を行っている（1996年現在）。

#### ドイツ
西ドイツでは、憲法で郵便・通信の国営が定められていたこともあり、1947年に設立されたブンデスポスト（Deutschen Bundespost、ドイツ郵電省）が独立採算でサービスを提供していた。1989年7月の第1次郵電改革で郵便・貯金・通信の3事業に分割して公社化された。1990年10月の東西ドイツ再統一を挟み、1994年7月の憲法改正で郵便・貯金・通信の民営化が可能になり、1995年1月の第2次郵電改革で3公社が特殊会社化された。そのうち通信サービスについてはドイツテレコムとなり、1996年以降は時価発行増資の形で株式が放出され、株式の希薄化によって政府の持ち株比率を下げることで民営化が進められていった。1996年7月には国内通信・国際通信・ケーブルテレビが解放され、1998年1月には全面的に通信自由化が開始された。その後ドイツテレコムはヨーロッパで最大手の固定系電気通信事業者となり、2001年にはアメリカの携帯電話事業者Voice Streamを買収し、T-Mobile USとして携帯電話事業をアメリカで展開している。

#### フランス
フランスにおいては、1898年に郵政電信省(Ministère des Postes et Télégraphes, P&T)によって電話の国営化がなされ、1941年には電信電話総局(Direction Générale des Télécommunications)に管轄が移された。ECの通信自由化の方針に従い、1993年9月には携帯電話事業者の新規参入を認め、1995年5月にはフランス国鉄の有線網と携帯電話網との接続を認可するなど、基本サービス以外の自由化を進めていった。
また1988年1月には電信電話総局をフランステレコムに改称し、1991年1月に公社化、1997年1月に特殊会社化。その後株式が順次売却され、2004年9月には政府の出資比率が50%未満となり民営化を果たした。なお同社は2000年にイギリスの携帯電事業者のOrangeを吸収合併し、Orangeに商号変更している。携帯電話については、1987年にSFRが、1994年にブイグテレコムが設立され市場への参入を果たしている。